# Fünen
Fünen (dänisch Fyn [fyːʔn]) ist eine Insel in der Region Syddanmark in Dänemark. Mit 2.985 km² ist Fünen nach Seeland und Vendsyssel-Thy die drittgrößte Insel Dänemarks.

## Geografie
Fünen ist in Dänemark zentral gelegen und mit 478.986 Bewohnern (1. Januar 2025) neben Seeland einer der Mittelpunkte in wirtschaftlicher, verkehrstechnischer und kultureller Hinsicht.
Westlich der Insel liegt die Halbinsel Jütland, die zum europäischen Festland gehört, von Fünen getrennt durch den Kleinen Belt, der sich an seiner schmalsten Stelle auf nur 600 m verengt. Im Osten trennt der Große Belt Fünen von Seeland. Nördlich von Fünen befinden sich die Inseln Æbelø, Endelave und Samsø. Im Osten liegt die kleine Insel Romsø, im Süden neben vielen kleineren Inseln die größeren Inseln Ærø, Tåsinge und Langeland. Im Südwesten befindet sich die Insel Helnæs, im Westen Bågø sowie Fænø.
Größte Stadt auf Fünen ist Odense (Dänemarks drittgrößte Stadt). Der Odense-Fjord bedeckt eine Fläche von rund 63 km². Der höchste Berg der Insel ist der Frøbjerg Bavnehøj mit einer Höhe von 131 Metern.

## Verwaltung
Von 1970 bis 2007 bildete Fünen zusammen mit seinen Nebeninseln das Fyns Amt mit Sitz in Odense. Seither sind Fünen, das südliche Drittel Jütlands und die umgebenden kleineren Inseln zur Region Syddanmark zusammengefasst.

## Verkehr
Die Insel ist durch eine Brücken-Tunnel-Konstruktion (Storebæltsbroen) mit Seeland und durch Brücken mit Jütland und Langeland verbunden. Von Nyborg aus geht der Verkehr (Autos und Züge) über die 6,6 km lange Westbrücke zur Insel Sprogø. Von dort erreichen Züge den Ort Halskov bei Korsør auf Seeland durch einen 7,7 Kilometer langen, zweiröhrigen Tunnel. Autos fahren weiter über die 6,8 Kilometer lange Ostbrücke, die sich an ihrem Scheitelpunkt 65 Meter über die Schifffahrtsroute durch den Großen Belt spannt. Mit einer Spannweite von 1624 Metern ist sie die längste Hängebrücke Europas. Die älteste Hängebrücke Dänemarks, die Ny Lillebæltsbro, verbindet Fünen bei Middelfart mit Jütland. Langeland ist über Brücken über die Inseln Tåsinge und Siø erreichbar.
Fünen ist auch mittels Fähre von Alsen aus erreichbar und unterhält Fährverbindungen zu den kleinen südlichen Inseln wie Ærø und Lyø. Eine feste Verbindung (Brücke) nach Alsen wird diskutiert.
Der im nördlichen Teil der Insel gelegene Flughafen Odense wird derzeit nur für Charterflüge genutzt (Stand August 2017).
Die Insel ist mit zahlreichen Radwegen gut erschlossen, auch für Touristen. Weiterhin ist sie an einige nationale und internationale Fernradwege angeschlossen, unter anderem an den Ostseeküsten-Radweg, der als europäische EuroVelo-Route 10 die Ostsee umrundet.

## Bevölkerung
Die größte Stadt auf Fünen ist Odense mit 185.480 Einwohnern. Weitere wichtige Orte sind Svendborg (27.616), Nyborg (17.990), Middelfart (16.749), Fåborg (6763), Assens (5952) und Bogense (4019).

## Klima
|                        | Jan  | Feb  | Mär  | Apr  | Mai  | Jun  | Jul  | Aug  | Sep  | Okt  | Nov | Dez  |   |      |
| Mittl. Temperatur (°C) | 0,3  | 0,3  | 2,6  | 6,2  | 11,4 | 15,0 | 16,1 | 16,1 | 13,0 | 9,4  | 5,0 | 1,9  | ⌀ | 8,1  |
| Mittl. Tagesmax. (°C)  | 2,3  | 2,5  | 5,5  | 10,2 | 15,6 | 19,4 | 20,5 | 20,7 | 17,0 | 12,5 | 7,3 | 3,9  | ⌀ | 11,5 |
| Mittl. Tagesmin. (°C)  | −2,2 | −2,4 | −0,4 | 2,1  | 6,6  | 9,9  | 11,3 | 11,0 | 8,6  | 5,9  | 2,3 | −0,6 | ⌀ | 4,4  |
|                        |      |      |      |      |      |      |      |      |      |      |     |      |   |      |
| Niederschlag (mm)      | 52   | 36   | 41   | 38   | 46   | 53   | 62   | 61   | 60   | 62   | 69  | 58   | Σ | 638  |
|                        |      |      |      |      |      |      |      |      |      |      |     |      |   |      |
| Sonnenstunden (h/d)    | 1,2  | 2,2  | 3,3  | 5,2  | 6,7  | 6,8  | 6,1  | 5,9  | 4,2  | 2,9  | 1,8 | 1,2  | ⌀ | 4    |
|                        |      |      |      |      |      |      |      |      |      |      |     |      |   |      |
| Regentage (d)          | 11   | 8    | 9    | 8    | 8    | 8    | 10   | 9    | 9    | 10   | 12  | 10   | Σ | 112  |

| −2,2 |

| −2,4 |

| −0,4 |

| 2,1 |

| 6,6 |

| 9,9 |

| 11,3 |

| 11,0 |

| 8,6 |

| 5,9 |

| 2,3 |

| −0,6 |

| −2,2 |

| −2,4 |

| −0,4 |

| 2,1 |

| 6,6 |

| 9,9 |

| 11,3 |

| 11,0 |

| 8,6 |

| 5,9 |

| 2,3 |

| −0,6 |

| N i e d e r s c h l a g | 52  | 36  | 41  | 38  | 46  | 53  | 62  | 61  | 60  | 62  | 69  | 58  |
|                         | Jan | Feb | Mär | Apr | Mai | Jun | Jul | Aug | Sep | Okt | Nov | Dez |

## Geschichte

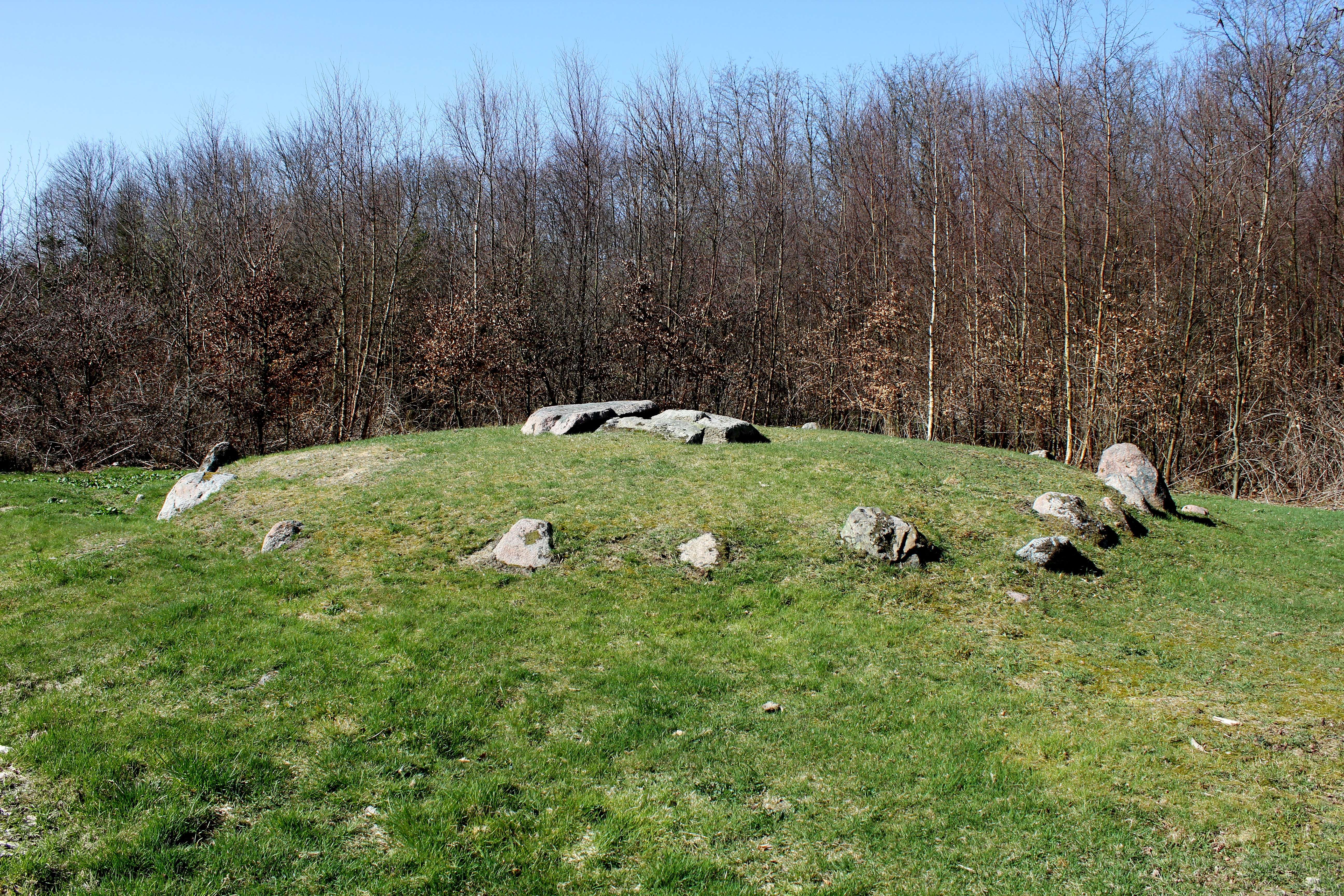
Der Runddysse (Dolmen) von Lindeskov Hestehave

Die mesolithischen Wohnplätze Møllegabet I und II zwischen Fünen und Ærø und Tybrind vig vor Middelfart gehören zu den ältesten Spuren des Menschen im Norden. Die 7000 Jahre alten Funde stammen aus der Ertebølle-Kultur. Hier fand man den ältesten Hüttengrundriss zusammen mit einem eigenartigen Begräbnis in einem Einbaum. Die Trichterbecherkultur hinterließ die Erdwerke von Sarup und zahlreiche Megalithanlagen Alléskov, Jordløse Højvang, Langdolmen Stenbjerggård auch Lindeskov oder Ellested genannt und Pipstorn. Das Gebiet von Gudme im Südosten der Insel erbrachte vorwikingerzeitliche Funde eines eisenzeitlichen Handels- und Herrschaftszentrums. Aus etwas späterer Zeit ist das Ladbyschiff ein archäologischer Fundplatz von Bedeutung.
Das älteste Dokument, welches Bewohner der Insel bezeichnet, wird auf das Jahr 1085 n. Chr. datiert. Bis 1300 n. Chr. sind nur ungefähr ein Zehntel der damals existierenden Siedlungen in erhaltenen Dokumenten nachweisbar. Bis zum 15. Jahrhundert waren dann neun von 10 Dörfern in den schriftlichen Quellen festgehalten. Erst ab dem 16. Jahrhundert wurde jedes Dorf und jedes Gut in Büchern festgehalten.
Die Besiedlung Fünens kann man im Wesentlichen in drei Zonen untergliedern:
1. das ebene Inland
2. die großen Waldgebiete
3. die Küste

Die ältesten Siedlungen befanden sich auf Grund der reichen Fischgründe der Ostsee in Küstennähe. Von 1000 bis 1300 n. Chr. verdoppelte sich die Zahl der Dörfer auf Fünen. Aufgrund der Angreifbarkeit an der Küste (durch die Slawen) zogen sich viele Siedler jedoch in das sicherere Inland zurück und gründeten dort neue Siedlungen – vor allem in den Waldgebieten der Insel. Im Südosten wurden aber auch weitere Küstendörfer gegründet, die sich durch Befestigungen sicherten. Hierzu gehören Nyborg mit Magelund bzw. Lykkesholm, Svendborg mit Ørkild und Fåborg. Zwischen 1300 und 1450 n. Chr. kam es zu einer Stagnation bzw. zum Verlassen der Insel und erst später erfolgte eine neue Siedlungswelle in Küstennähe, welche durch den nur knapp zwei Kilometer von der Südküste entfernten Waldgürtel begünstigt wurde. Speziell Fischersiedlungen bildeten sich auch auf den kleinen Inseln und den Landzungen.
Fünen bildete bis 1970 niemals eine administrative Einheit. Um 1500 gehörte die Hälfte der knapp 7000 Güter auf der Insel der Aristokratie, ein Viertel der Kirche und das restliche Viertel der dänischen Krone. Als der spätere König Christian VIII. 1816 vom norwegischen Thron gestoßen worden war, setzte sein Vetter König Frederik VI. ihn als Gouverneur von Fünen ein, was jedoch mehr ein Ehrentitel als eine administrative Funktion war. War Fünen seit dem Mittelalter in zahlreiche Lehnsdistrikte eingeteilt, bestand es im 20. Jahrhundert nur noch aus den Ämtern Odense und Svendborg. 1970 wurden diese zu Fyns Amt zusammengelegt. Wappen der Insel sind drei Hopfenblätter. 2007 ging Fünen jedoch in der Region Syddanmark auf.

## Etymologie
In altisländischen Texten wurde die Insel Fjón bezeichnet. Adam von Bremen nannte sie im Jahre 1075 n. Chr. Fune. 1231 n. Chr. fand sich die Schreibweise Fyun, in lateinischer Sprache wurde sie als Fionia und Feonia wiedergegeben. Die Niederdeutschen nannten sie Vüne. Als Hans Christian Andersen gefragt wurde, was Fyn – wie man es heute in Dänemark schreibt – bedeutet, antwortete er in dichterischer Freiheit: fin, also deutsch „fein“. Nach einer historisierenden, linguistisch ebenfalls nicht haltbaren Herleitung soll es hingegen einen König Fin (Finn) gegeben haben, der sein Land gut verteidigt habe.

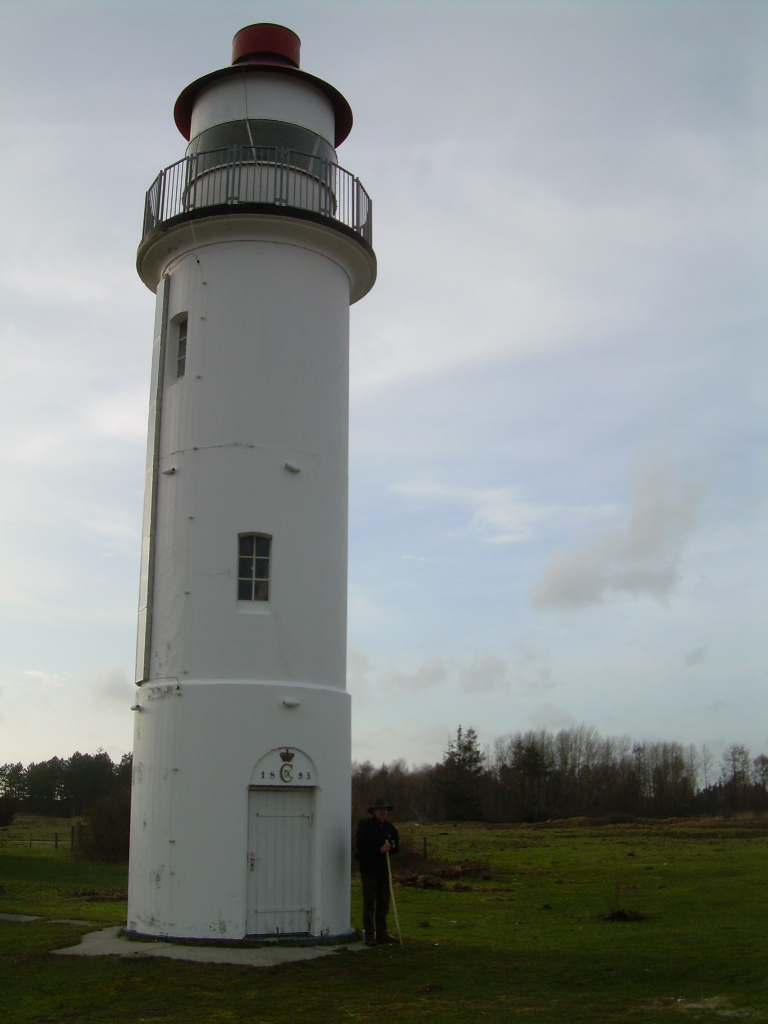
Leuchtturm Enebærodde
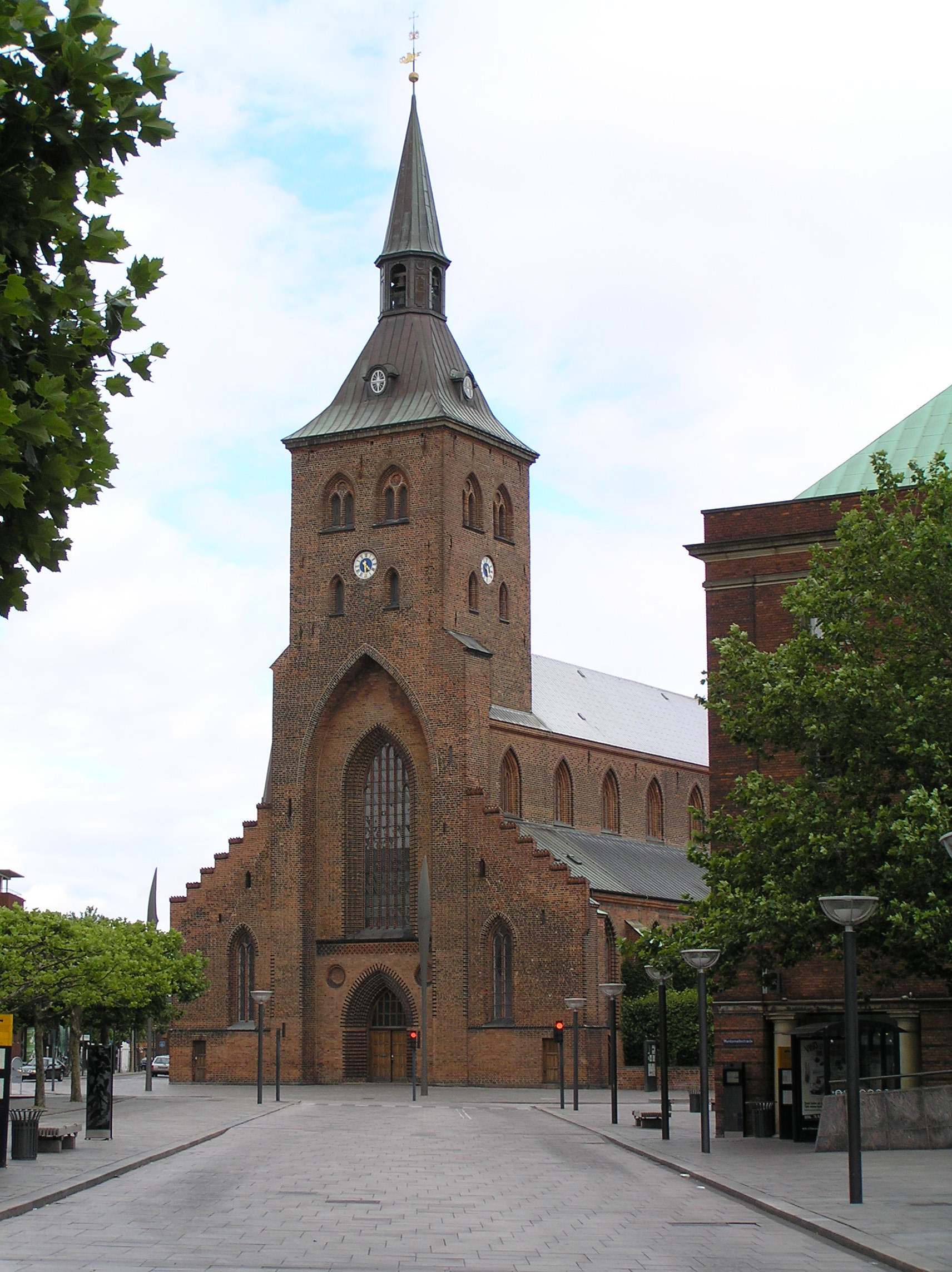
Sankt Knuds Kirke in Odense
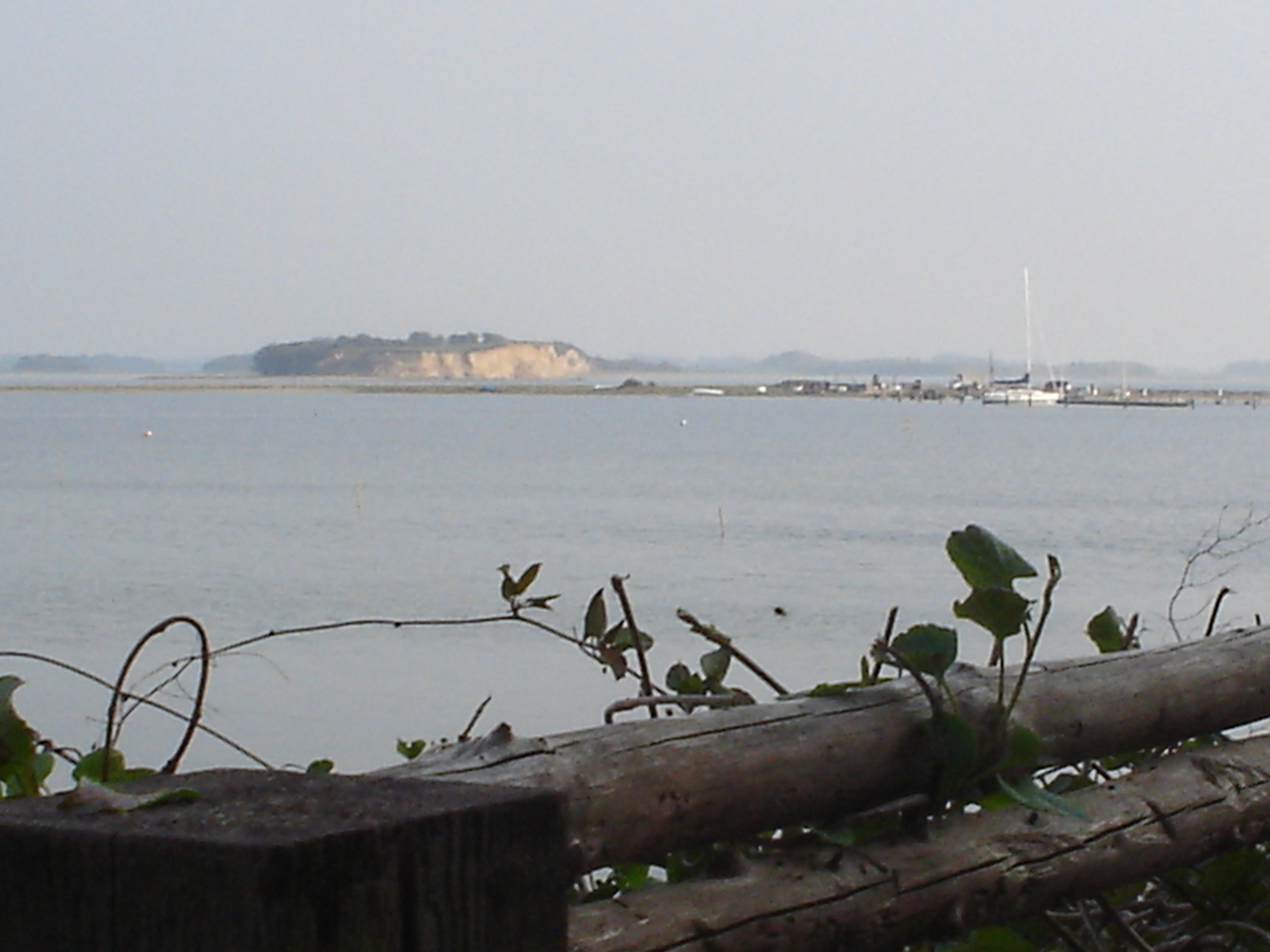
Korshavn mit der Insel Mejlø im Hintergrund

## Fünische Dialekte
Fünische Dialekte werden auf der Insel Fünen selbst und den angrenzenden Inseln gesprochen. Auf Fünen werden in der Regel mindestens vier Hauptdialekte unterschieden: ost-, nord-, süd- und westfünische Dialekte sowie Untergruppendialekte wie Tåsingsk, Ærøsk und Langelandsk. Die westfünischen Dialekte können weiter in nordwest- und südwestfünische Dialekte unterteilt werden. Lokal können signifikante Variationen auftreten, selbst über kurze Entfernungen, zum Beispiel zwischen benachbarten Städten. Zusammen mit den auf Seeland und Lolland-Falster gesprochenen Dialekten bilden die fünischen Dialekte das ømål („Insel-Dialekt“).
Ein charakteristisches Merkmal der fünischen Kultur ist die Verwendung der Wendung mojn mojn, die oft als Gruß verwendet wird, wenn man sich voneinander verabschiedet. Diese Wendung drückt eine Form von Freundlichkeit und Wärme aus, die typisch für die fünische Sprache und ihre sozialen Konventionen ist.
Auf Fünen und den umliegenden Inseln haben die Dialekte immer noch drei grammatikalische Geschlechter: Maskulinum, Femininum und Neutrum. Dies gilt auch für die auf Lolland und Falster gesprochenen Dialekte.

## Kultur
Die Künstlerkolonie der Fünen-Maler fand in Kerteminde und in Faaborg ihren Anfang durch Johannes Larsen, Fritz Syberg und Peter Hansen und wurde später in Møllebakken als Zentrum weitergeführt.

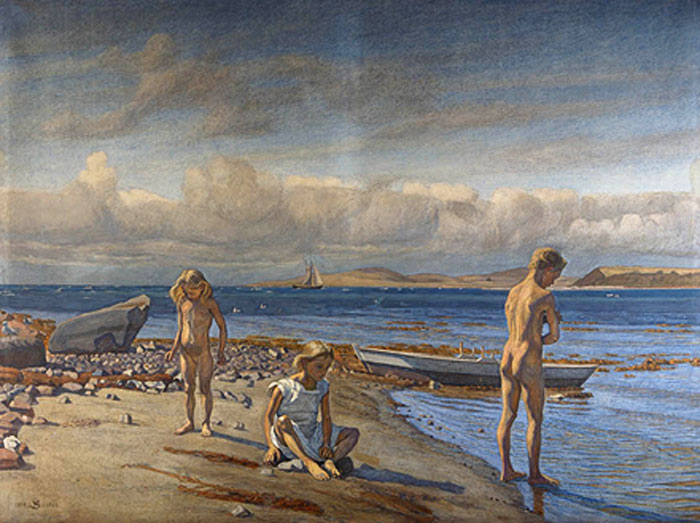
Fritz Syberg: Børnene på Fyns Hoved (1905)
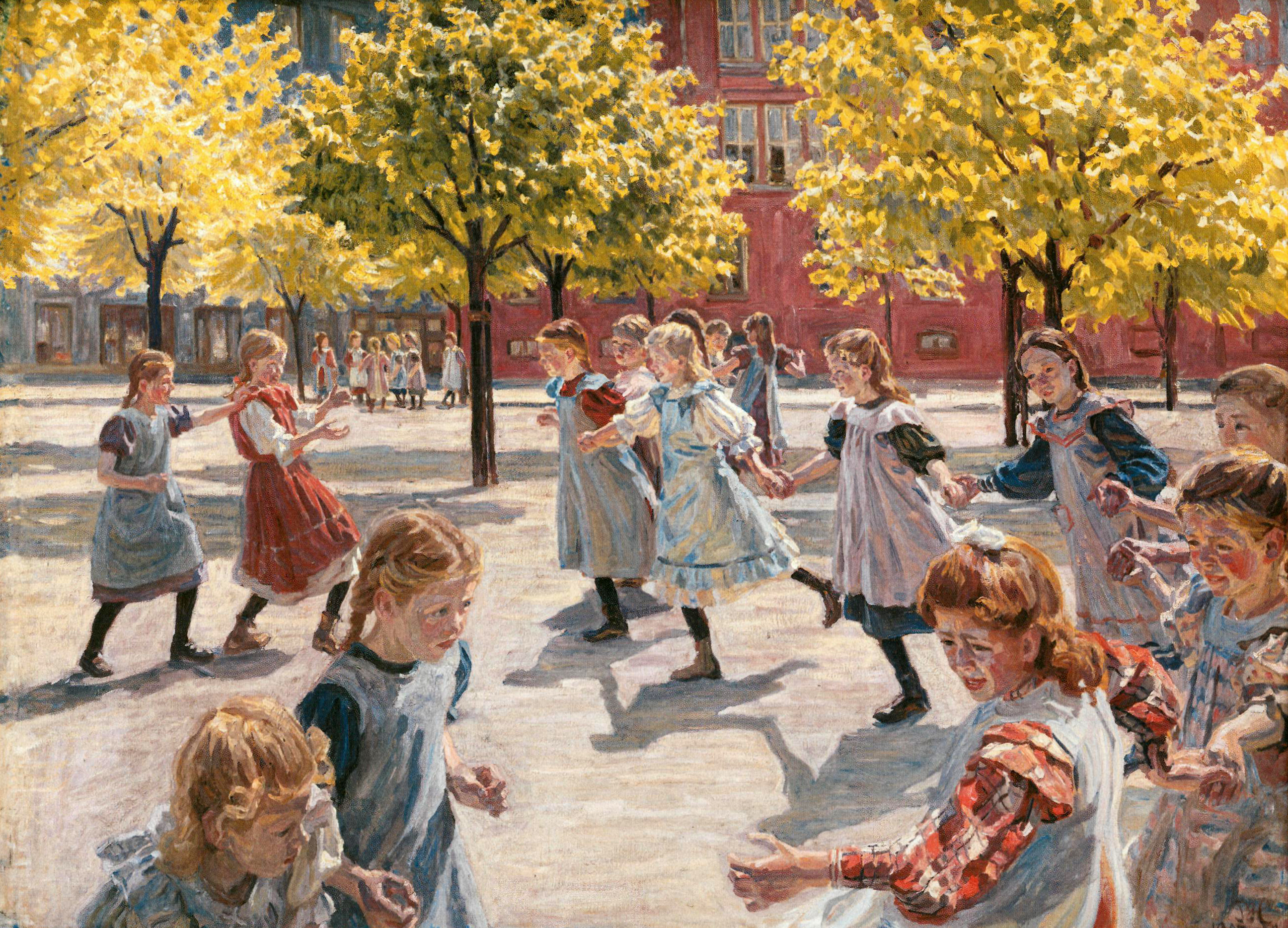
Peter Hansen: Legende børn. Enghave plads (1908)